# 宇崎ちゃんは遊びたい!
『宇崎ちゃんは遊びたい！』（うざきちゃんはあそびたい）は、丈（たけ）による日本の漫画作品。元々はTwitterに掲載されていたショート漫画だったが、後にニコニコ静画上のウェブコミック配信サイト『ドラドラドラゴンエイジ』で2017年12月1日から連載が行われ、単行本がKADOKAWAより発売されている。また、一話限りでのボイスコミック化もされている。2025年3月時点で電子版を含めた累計発行部数は320万部を突破している。
一人でいることが好きな先輩を「ぼっち」扱いするウザい後輩が絡んでくるドタバタラブコメディ。非日常的な要素はなく、基本は主人公とヒロインを中心に大学での青春を描く。

## あらすじ
一人静かに大学生活を満喫したい大学生・桜井真一は、ひょんな事から1年後輩の宇崎花に絡まれてしまう。
宇崎に出会って以来、真一は彼女に翻弄されっ放しになってしまう。

## 登場人物

### メインキャラクター
声の項はテレビアニメ版の声優。桜井と宇崎の声優は、ボイスコミックから継続となる。ゲーム実況動画でも同一。
桜井 真一（さくらい しんいち）
声 - 赤羽根健治
主人公。年齢20歳。大学3年生。誕生日は11月29日。四白眼。
騒々しさよりも静かな雰囲気を好み、一人でいる時間が好き。目つきが悪く宇崎からはたびたび悪人顔扱いされている。宇崎に対して口は悪いが目上の人には礼儀正しい。「少し以前」は前向きでシンプルな性格だった。
身長180センチで細身だが筋肉がついている。亜細父娘からは、「目付きは鋭いけど隠れイケメンで主婦層の人気が高い」「真面目で礼儀正しく、年上を立てるので大人に好かれるタイプ」と評される。高校時代は水泳部に所属しており、中学のころは一年だけ野球をやっていた。スポーツは好きだがどちらかと言うとインドア派。サッカーなど球技全般が苦手。料理に関しては「目玉焼きが上手に焼けたのは偉業」と誇らしげにするくらいスキルが低い。後に宇崎月からうどんの作り方を習い、料理の楽しさに目覚める。
趣味は一人映画と一人カラオケ。そのため歌はうまい方。また車の免許を持つ。
「アジア」という喫茶店でアルバイトをしており、マスターの一人娘である亜実は大学の先輩に当たる。
宇崎にはやたらと構われ、ことあるごとに「ぼっち」「根暗」「悪人顔」とバカにされたり見下されたりしている。一方で桜井も宇崎のことは反撃したりからかったりしている。この関係上、周囲からはカップルと見られている。劇中でたびたび「ぼっち扱い」されているものの、友達がいないわけではない。その事実を知った宇崎からは大層驚かれており、本気で孤独だと思われていた模様。
宇崎とは高校生のころからのつき合いで同じ水泳部に所属していた。当初は顔が怖いことから宇崎には避けられていたが、彼女が密かに水泳の練習をしていた時に居合わせ、アドバイスしたことから内面を理解され距離が縮まった。
2巻からはいわゆる無自覚に女性をドキドキさせるキャラクターが強くなり、宇崎に告白まがいの電話をしたりしている。
4巻では学祭の占いの結果、宇崎を女性として意識するようになるが、努めて平静になるように心掛けているため表に出すことはなかった。続く5巻ではスポーツクラブに入会し、「フジさん（宇崎の父親だが桜井はそのことを知らない）」の補助を受けながら体を鍛え始める。そうすることで宇崎に対する意識を誤魔化していたが、結果的に思考がスッキリとクリアになり始め、「少し以前」の性格に戻りつつある。
Twitterでの掲載当初は「先輩」としか呼ばれなかったが、連載の決定に当たりフルネームが判明した。
宇崎 花（うざき はな）
声 - 大空直美
ヒロイン。年齢19歳 → 20歳（2巻22話）。大学2年生。誕生日は8月7日。
桜井を「先輩」と呼ぶ。常にテンションが高く、桜井とは正反対の性格。ショートカット、巨乳、八重歯、〜ッス口調、アホの子というキャラクター性を持つ。ただし他の女友達と過ごす時や独白では標準語で話す。チョコミントアイスが好物で、食わず嫌いする人に激しく憤るほどの愛着を持っている。本作のヒロインでありお色気担当。
身長150センチ、小柄の割にかなりの巨乳でウエストも細いためバストサイズは96センチのJカップ。亜実からは「兵器」と例えられる。胸を強調するシーンが多く、マッサージチェアに座った時は喘ぎ声（のような声）を上げるほど敏感。またナンパ男たちから「クッソかわいい」と称されるほどの美少女でもある。元々インドア派に加えてその胸が邪魔なのもあり、激しい運動や持久力を求められるスポーツが大の苦手。さらにボウリングの玉も両手を使っても満足に持てないくらい非力である。
桜井とは高校の水泳部で知り合い、当時から「ぼっちで根暗」と見て「構ってあげている」と本人は思っているが、実際には非常に懐いている。何かにつけて桜井を小馬鹿にしたりしているが、不可抗力で胸を触られたり、パンツを見られた時は縮こまってしまうなど初心な一面を持つ。また桜井が他の女性と仲良くしていると途端に機嫌を悪くする。手引書片手の催眠術にあっさり掛かるほど桜井のことは信頼している（相手に対する信頼があるほど催眠術に掛かりやすくなるため）。
2巻では喫茶アジアのアルバイトを始め、桜井を困らせている。別の話では桜井から「つき合ってくれ。俺にはお前が必要なんだ」と電話で告げられるが、実際は「ネコカフェにつき合ってほしい」という意味だったため、冷めた顔で桜井にローキックを入れまくっていた。
3巻では桜井と出会ったころの話が描かれた。当時の髪型はショートヘアではなくセミロング。友達に強引に誘われて水泳部のマネージャーとなり桜井と対面するが、宇崎は母親譲りの「ビビり」であり、桜井の強面に恐怖していた。だがすぐに怖い人ではないとわかり、付き合いを深めていったという。その話を聞いた亜実からは「当時の桜井の〜ッス口調を真似するようになった」と指摘されており、桜井がいない時は普通の口調になっていることも指摘された。
飲酒が可能になったので桜井の家で宅飲みした際は、桜井を泥酔させて色々と本音を聞き出している。「（宇崎の料理が）好き」という言葉を告白と受け取ってしまったようで、我を忘れたように酒を飲みまくって酔いつぶれてしまった。そのため記憶が曖昧でこのことは覚えていないという。
4巻ではさらに詳細な過去が語られ、部員たちが帰った後に密かに泳ぎの練習をしている時に桜井からアドバイスを受けたことで彼の人柄を解し、先輩後輩のつき合いが始まった。同巻終盤では学祭の占いの結果、桜井を意識するようになり、相手も自分を意識していると確信すると母親譲りの思い込みを発揮。「先輩は私のことが好きなのでは？」 → 「先輩は私しか見えていない」 → 「先輩はもう私なしでは生きられない！」と思い込むようになる。続く5巻では、桜井が自分に惚れていることを榊たちに吹聴して調子に乗ったためイラっとされている。家族にも知られたことで家族会議（という名の吊るし上げ）をされてしまい、父親の親バカを炸裂させてしまうこととなった。その後、榊から忠告を受けたこともあり、桜井が一年と少しの時間で大学を去ってしまうことに気づき、小さいが確かな焦りが生まれてしまった。
ニコニコ静画のオマケ漫画では、拘束した桜井を半裸にしてくすぐり、少なからず興奮するというサディスティックな面も見られた。
亜細 亜実（あさい あみ）
声 - 竹達彩奈
喫茶アジアのマスターの娘。21歳。大学4年生。誕生日は1月16日。眼鏡をかけた巨乳の美人。
桜井や宇崎と同じ大学に通っている先輩でありバイト先の上司。趣味は人間観察（視姦）で筋肉フェチ。当初は桜井の鎖骨に見惚れるなどしていたが特に恋愛感情はなく、父と共に桜井と宇崎の関係を微笑ましく見守っている。
3巻では桜井の二の腕に夢中になる描写があり、宇崎には「ちょっとくっつきすぎ」と怒られている。
4巻からは暴走行為が目立つようになり、父や榊にもドン引きされる有様である。
5巻では桜井の筋肉に見惚れる際に「ヤバい目付き」になることが判明。本人は自覚がなかったので否定していたが、父親からはお客の少ないところでやるようにと気まずそうに言われてしまった。
作者の遊び心により、眼鏡をかけていなかったり、髪型が変わったりしている。
榊 逸仁（さかき いつひと）
声 - 髙木朋弥
2巻から登場。21歳。大学3年生。誕生日は6月3日。
美男子で女子から人気があり親が金持ちで別荘を持っている。それをひけらかさない謙虚な振る舞いもするが、普通なら言いにくいようなことを平気な顔して言うので、性格に関しては宇崎曰く「顔はいいけどけっこう最悪」。場を引っ掻き回すこともあれば常識人的な対応を取ることもある。運動神経は抜群だが部活には入っていない。
桜井とは大学からのつき合いで「サク」と呼ぶ。浮いた話がまったくない桜井に対し「青春の無駄遣いをしている」と憤っていたところ、宇崎の存在を知り、二人を上手くくっつけようと考えるようになる。このため静観するポジションをとっていた亜実とは対立することに。以降は榊が仕掛け人になり、亜実は苦々しく思いながらも手を貸してしまうという構図が出来上がった。榊が言うには、二人を仲を取り持とうとするのは他にも理由があるそうだが、詳細は不明。
桜井と宇崎に対し「早くくっつけ」と思う一方で、自身は恋愛事に無関心を貫いている。またバカ騒ぎは苦手で、人に迷惑を掛けるような人間との付き合いはやんわりと断っている。突然ふらりと沖縄に旅行に出かけたりと、一人でいるのが好きという桜井と似た部分がある。
4巻では、数合わせのために参加した合コンで女の子たちを全員お持ち帰りしたことで、同じ大学の三人組（笹本、浜田、川上）から因縁をつけられてしまう。加えて榊がズケズケと「女の子たちを楽しませる努力をしていない」と正論を述べたことで怒らせてしまい、サッカーで勝負をすることに。終始榊の圧勝だったものの、桜井のシュートが三人組の顔面を直撃したことで逃げ出す羽目となった。
5巻では、単位を落とさない程度に大学をサボっていることが明かされた。暇な時はもっぱら一人旅をしてソロキャンプなどを楽しんでいることが語られている。
6巻では、強がりばかり言って煮え切らない態度の宇崎に対し、外面を取り繕うのも忘れて強く意見する（焚きつける）様が描かれている。ついには「今すぐ宇崎が告白すれば一瞬でカタがつく」とまで言ってしまう有様だった。とりあえず宇崎がその気になったことだけ確認すると、異様な疲労感を抱きながら「もう好きにしてくれ。どうぞお幸せに……」と投げやりな様子になっていた。以後もこんな調子だったため亜紀彦には「榊君もだんだん歯に衣着せなくなってきた」と独白された。
作者によれば、「先輩がマジモンのボッチと思われたら可哀想」という理由で出したという。

### サブキャラクター
亜細 亜紀彦（あさい あきひこ）
声 - 秋元羊介
1巻から登場。桜井のバイト先である「喫茶アジア」のマスター。コーヒーを好む渋い雰囲気の男性だが、宇崎が絡むと愉快な性格に。
桜井と宇崎の絡みを微笑ましく見守っているが、進展にはしっかり興味を示すなど娘と似通っている。しかし亜実ほど暴走はせず、むしろその言動に辟易している。
一方で亜実が仕事に身が入っていない時には注意するなど身内に厳しい面もある。その娘からは店の経営権を譲るように迫られているので「店を乗っ取られる」と頭を痛めることも。
アニメでは「Gガンダム」のストーカーのような語り口をしたことがある。
本名は不明だったが原作5巻にて判明した。
宇崎 月（うざき つき）
声 - 早見沙織
3巻から登場。花・柳・桐の母親。年齢は43歳 → 44歳（5巻）。外見は、かなり若々しく小柄。加えて、娘・花に匹敵する巨乳の持ち主。平時は糸目で瞳が見えず、驚いた時や不安な時に目を開く。花とは違い、おしとやかで物腰の柔らかい人物だが、実は「ビビり」という共通点がある。桜井に対する第一印象は「怖い」。何度か桜井に対する認識を改めているも、この第一印象が拭われることはなかった。しかし、後に目を見なければ、普通に会話できることに気づく。
前話で花が汚した桜井の布団を弁償するためにお金を出した（花に届けさせた）が、多過ぎるということで桜井から一部を返金された際に顔合わせをし、様々な誤解から「桜井と花はただならぬ関係にある」「桜井が熟女好きで自分の身体を狙っている」「しかも花まで共謀して桜井に親子丼を勧めている」という思い違いをすることになり、以後爛れた二人の関係をまっとうなものにするという使命感に目覚めた。
自覚はないようだが、かなりの過保護であり、花が「男（桜井）の家に泊まった」と聞いた時は頬を抓って説教したり、後日には花のバイト先にやってきて働きぶりを見学している。
5巻では上記の勘違いに気づきかけたが、またもや桜井の「（猫を）抱いた」という発言を「花を抱いた」と取り違えてしまい、引き続き自分も狙われていると混乱してしまう。
6巻では柳が花のバイト先に押し掛けたと聞き、桜井の毒牙から守るため「今度あそこに行くときはお母さんと一緒の時にしなさい」と必死になっていた。
宇崎 柳（うざき やなぎ）
声 - 加藤聖奈
5巻から登場。宇崎と桐の妹で中学二年生。前髪のせいで終始目が隠れているが、姉・花の表情の変化にすぐ気づくなど周囲をしっかり見ている。また暗い性格というわけではなく、好奇心の塊みたいな存在で「姉の想い人」に強い興味を持つ。やはり巨乳。大阪弁を話す。
6巻では頑なに噂の『先輩』の話題を避ける花に対し、アルバイト先まで押しかけて強引に桜井と対面する。実は花は「後の雁が先になる（妹がちゃん付けで呼ばれる）」のを嫌がっていたため柳と桜井の接触を断とうとしていた。柳の方は花の桜井に対する好意は既に見抜いており（わざわざゲームで打ち負かして張り合わせるため、桜井に対する愛情表現がちょっと歪んでいると思っている）、アジアでの出来事を通して確信はますます深くなった。なお、二人の仲については「一緒にゲームで遊んでくれる人がいて憧れる。私も先輩と一度くらい遊びたい」くらいにしか思っていない。
宇崎 桐（うざき きり）
声 - 三瓶由布子
3巻巻末漫画の一コマに登場。宇崎の弟で柳の兄の高校二年生、17歳。外見は姉・花をそのまま少年にした感じでよく似ている。
5巻にてストーリーにも顔を出しており、花を煽ったり身長にコンプレックスを抱くなど性格も似ている。身長162センチと小柄だが容姿は悪くなく、黙っていればモテそうなのに女好きという残念さを持つ。
6巻では部活動でストレスを発散させていたが期末テスト期間のためそれができずフラストレーションがたまっていた。それに加えて教育ママの月からも成績を落とさないようにと口を出され、悩んだ末に父に相談してジムのプールを使わせてもらうことにした。そこで猛スピードで泳ぐ桜井と遭遇し、対抗心を燃やすもまったく追いつけず気分を悪くするが「テスト勉強でなまっていた。絶不調だった」と言い訳で己を抑えた。ところが更衣室で桜井の下半身を見てしまい、『男』として強烈な敗北感を味わってしまった。
宇崎 藤生（うざき ふじお）
声 - 石川英郎
5巻から登場。宇崎・柳・桐の父。年齢46歳。関西出身。身長170センチ。明朗快活な性格でコテコテの大阪弁を話す。職業はスポーツクラブのインストラクターで愛称は「フジさん」。ガチムチ。
子供たちを溺愛しており、娘・花が男に惚れていると知った時は荒れに荒れ、その相手のことを根掘り葉掘り聞く始末だった。一方で「超可愛い花に手を出さないとかムカツク。でもちょっと偉い」と感情が混乱していた。なお、「娘が惚れた男」とはスポーツクラブで面倒を見ている桜井のこと。
妻・月とはラブラブであり、今でも花達の前で4人目を作ろうと堂々と言ったり、「夜の営み」の翌日には月にべったりくっついたりしており、花達を閉口させている。
桜井 志郎（さくらい しろう）
声 - 杉田智和
6巻から登場。真一とのどかの父親。46歳。髪色や目元が息子・真一とよく似ている。また妻が言うには「真一が周囲より自分の欲求を優先するのは夫譲り」とのこと。
真一が大学に進学するのを機に強引に一人暮らしを勧め、その間に妻との子作りと子育てに励む。真一には邪魔されたくなかったので母子の間に立って連絡役をする振りをし、二人の接触や通話を断っていた。当初は真一とは不仲であるようにミスリードされていたが、軽口を叩き合うくらいで親子仲は良好。
軽薄で不真面目な言動が多く、父親としての威厳は欠片もない。子供に干渉しないという点は宇崎藤生とは対照的。柔術の心得があり、道場を営んでいる。
桜井 春子（さくらい はるこ）
声 - 伊藤美紀
6巻から登場。真一とのどかの母親。49歳。夫が言うには「真一は母親に似て正論家（ツッコミ気質）」とのこと。愚痴っぽいところも息子・真一とそっくりである。また、彼女も柔術の心得があるらしく、志郎や真一を容易く投げ飛ばしている。志郎曰く「出産してからも自分より強い」との事。
桜井 のどか（さくらい のどか）
6巻から登場。真一の妹。生後8か月。桜井家の長女だが肝心の兄・真一は今までその存在を知らなかった。志郎曰く、「人見知りしない」らしく、実際に真一と初めて顔を合わせた際も特に怖がる様子はなく、興味ありげに見つめていたり、抱っこされた時に頬を摘まんだりする等すぐに懐いた模様。
イトーちゃん
声 - 大西沙織
4巻から登場。宇崎の大学での友人。オカルト研究会（オカ研）所属。メガネをかけた内気な少女だがスタイルはよく、恋人もいる。亜実をやや幼くしたような外見をしている。
学祭では恋占いをしており、女性たちから高い人気を得ている。オカ研の先輩たちからも期待の新人と目を掛けられている。桜井と宇崎の相性を占った結果「引くくらい良い」と出たため、なぜ付き合っていないのかという疑問を口にしている。この行為が桜井と宇崎の関係に変化をもたらすきっかけとなった。
占いの夢中になるとあれこれ口出しするところがあり、相手の人生に遠慮なく踏み込んでくる。先輩曰く「リップサービスできない子」。
KUSOCAT（クソキャット）
本作のマスコット的存在。どこからともなく表れる神出鬼没のネコ。宇崎からは「変なネコ」と言われている。
アニメ版では随所に登場している。

## 書誌情報
- 丈 『宇崎ちゃんは遊びたい！』 KADOKAWA〈ドラゴンコミックスエイジ〉、既刊13巻（2025年3月7日現在）
  1. 2018年7月9日発売[13]、ISBN 978-4-04-072779-0
  2. 2019年2月8日発売[14]、ISBN 978-4-04-073095-0
  3. 2019年7月9日発売[15]、ISBN 978-4-04-073260-2
  4. 2020年2月7日発売[16]、ISBN 978-4-04-073499-6
  5. 2020年7月9日発売[17]、ISBN 978-4-04-073712-6
    - 特装版 同日発売[18]、ISBN 978-4-04-073713-3

  6. 2021年3月9日発売[19]、ISBN 978-4-04-074013-3
  7. 2021年8月6日発売[20]、ISBN 978-4-04-074205-2
  8. 2022年3月9日発売[21]、ISBN 978-4-04-074205-2
  9. 2022年9月9日発売[22]、ISBN 978-4-04-074675-3
  10. 2023年3月9日発売[23]、ISBN 978-4-04-074907-5
  11. 2023年12月8日発売[24]、ISBN 978-4-04-075236-5
  12. 2024年7月9日発売[25]、ISBN 978-4-04-075514-4
  13. 2025年3月7日発売[2]、ISBN 978-4-04-075831-2
- 『宇崎ちゃんは遊びたい！ If 宇崎家コミックアンソロジー』 KADOKAWA〈ドラゴンコミックスエイジ〉、2023年12月8日発売[26][27]、ISBN 978-4-04-075237-2

## 受賞
- 次にくるマンガ大賞 2018 Webマンガ部門 - 10位[28]
- Google Play Best of 2019 ユーザー投票部門 - トップ5[29]

## ゲーム実況動画
ニコニコアニメチャンネル並びにKADOKAWAanimeChannelで前述のボイスコミックと同一のキャストで二人がゲーム実況を行う形の動画が公開されている。画面に姿を見せるのは宇崎花のみで、桜井は声のみの出演となる。
『地球防衛軍5』、『スーパーボンバーマンR』、『太鼓の達人 セッションでドドンがドン！』、『ナナカゲ〜7つの王国と月影の傭兵団〜』の四タイトルで『ナナカゲ〜7つの王国と月影の傭兵団〜』のみ二部構成となっている。

## コラボレーション
2019年10月1日から10月31日にかけて、赤十字血液センターとコラボレーションを行った。コラボレーション期間中であった2019年10月の献血者数は427,251人、献血量は186,788.96Lとなり、前年比で献血者数は106.6%、献血量は110.5%に増加した。一方、同年には9月から10月にかけて立て続けに上陸した台風の影響で、日本赤十字社の献血の呼びかけが盛んに行われていたことや、バーチャルYouTuberときのそらが8月9日から9月30日まで赤十字血液センターとコラボレーションを行っていた こともあり、今回のコラボレーション前の9月時点で献血者数は前年比105.8%、献血量は110.2%に増加している。
2020年7月から鳥取県とのコラボレーション企画「宇崎ちゃんは鳥取で遊びたい!」を実施。県内4箇所（三朝温泉河原風呂、白壁土蔵群、泉娯楽場、円形劇場）のコラボビジュアルが公開されたほか、アニメ第10話は鳥取を舞台としたアニメオリジナルストーリーとなり（鳥取県、鳥取県観光連盟、鳥取県フィルムコミッション他関係団体が監修協力、また、鳥取空港（鳥取砂丘コナン空港）に『名探偵コナン』関連のビジュアルが掲出されている関係で小学館集英社プロダクションの監修協力も得ている）、円形劇場くらよしフィギュアミュージアムで記念展示を行うほか、三朝温泉と倉吉市周辺でスタンプラリーが実施された。

### 赤十字コラボポスター騒動
10月14日、アメリカ人男性が公共の場に貼られていたコラボポスターについて「過度に性的な」側面をTwitter上で問題にしたことから騒動になった。
弁護士の太田啓子は献血PRポスターに写し出された宇崎の大きなバストを指して「なんであえてこういうイラストなのか、もう麻痺してるんでしょうけど公共空間で環境型セクハラしてるようなものですよ」と非難し、日本赤十字社に苦情を出した。弁護士の舟橋和宏は、該当のポスターは環境型セクハラにあたらないという見解を示している。
問題となったポスターは、単行本3巻の表紙をそのまま流用したものであった。
日本赤十字社はJ-CASTの取材に対し、「今回のキャンペーンはあくまでも献血にご協力いただける方へのノベルティとし実施したもので、セクシャルハラスメントという認識は持っておりません」と回答したが、騒動を受け、献血キャンペーン実施に関するガイドラインを制定するに至った。
2020年（令和2年）、丈は関東の赤十字献血キャンペーンで配布するクリアファイルに両面（2ページ）のカラー漫画を提供した。献血事業に協力する理由については「僕が阪神淡路大震災の当時瓦礫の下から助け出された人間だからです 助けられた恩返しがほんの少しできたらと思っただけ 理由はそれだけです」と述べている。弁護士ドットコムの記事のタイトルは『日赤が「宇崎ちゃん」献血コラボきっかけでガイドライン策定、第二弾は漫画仕立てに』というあたかも騒動を受けて第2弾のイラストがガイドラインに沿ったかのような表現がなされているが、丈は「担当編集から特に指示はなかった」と記事に関する質問に対し回答している。
なおこの騒動を巡っては、ポスターに批判的なネットユーザーの一部がSNS上で抗議としての献血拒否の呼びかけを行い、それに対する批判も起きた。漫画評論家の永山薫は、献血拒否の呼びかけはどう考えても暴走であると厳しく批判した。

## テレビアニメ
2020年7月から9月までAT-Xほかにて第1期が放送された。作中には、原作者がモブの声を担当するなどして登場している。
第2期は『宇崎ちゃんは遊びたい！ω（だぶる）』のタイトルで2022年10月から12月まで放送された。

### スタッフ
|                                 | 第1期                                     | 第2期                           |
| ------------------------------- | ----------------------------------------- | ------------------------------- |
| 原作                            | 丈                                        | 丈                              |
| 監督                            | 三浦和也                                  | 三浦和也                        |
| 副監督                          |                                           | 福元しんいち                    |
| シリーズ構成                    | あおしまたかし                            | あおしまたかし                  |
| キャラクターデザイン 総作画監督 | 栗原学                                    | 栗原学                          |
| 総作画監督                      |                                           | 鈴木政彦、鯉川慎平              |
| 美術監督・美術設定              | 渡邊聡                                    | 大久保聡                        |
| 色彩設計                        | 相原彩子                                  | のぼりはるこ                    |
| 撮影監督                        | 松向寿                                    | 山本雄介                        |
| 編集                            | 小口理菜                                  | 小口理菜                        |
| 音響監督                        | えびなやすのり                            | えびなやすのり                  |
| 音響効果                        | 川田清貴                                  | 川田清貴                        |
| 音楽                            | 五十嵐聡                                  | 五十嵐聡                        |
| 音楽                            | 矢野達也、森田友梨 谷ナオキ               |                                 |
| 音楽プロデューサー              |                                           | 内田亮太                        |
| 音楽制作                        | インクストゥエンター                      | インクストゥエンター            |
| プロデューサー                  | 徳村憲一、梅田和沙、熊川真実              | 徳村憲一、梅田和沙、熊川真実    |
| プロデューサー                  | 新井孝介、礒谷徳知 有水宗治郎、長谷川嘉範 | 木村天、張亘 深谷成輝、外川明宏 |
| アニメーション プロデューサー   | 安藤圭一                                  | 安藤圭一                        |
| アニメーション プロデューサー   | 吉岡宏起                                  | 神戸幸輝                        |
| アニメーション制作              | ENGI                                      | ENGI                            |
| 製作                            | 宇崎ちゃん製作委員会                      | 宇崎ちゃん2製作委員会           |

### 主題歌
「なだめスかし Negotiation」
鹿乃と宇崎ちゃん（大空直美）による第1期オープニングテーマ。作詞・作曲は田代智一、編曲は伊藤翼。
「ココロノック」
YuNiによる第1期エンディングテーマ。作詞・作曲・編曲はYUC'e。
「いちごいちえ Celebration」
鹿乃と宇崎ちゃん（大空直美）による第2期オープニングテーマ。作詞は田代智一、作曲・編曲は田中秀和。
「はっぴーらいふ」
MKLNticによる第2期エンディングテーマ。作詞・作曲・編曲はchinozo。

### 各話リスト
| 話数                             | サブタイトル                     | 脚本                            | 絵コンテ                           | 演出                            | 作画監督                                                                                           | 総作画監督                      | 初放送日                        |                                 |                                 |                                 |                                 |                                 |                                 |                                 |                                 |                                 |                                 |                                 |                                 |                                 |                                 |                                 |                                 |                                 |
| 第1期『宇崎ちゃんは遊びたい！』  | 第1期『宇崎ちゃんは遊びたい！』  | 第1期『宇崎ちゃんは遊びたい！』 | 第1期『宇崎ちゃんは遊びたい！』    | 第1期『宇崎ちゃんは遊びたい！』 | 第1期『宇崎ちゃんは遊びたい！』                                                                    | 第1期『宇崎ちゃんは遊びたい！』 | 第1期『宇崎ちゃんは遊びたい！』 | 第1期『宇崎ちゃんは遊びたい！』 | 第1期『宇崎ちゃんは遊びたい！』 | 第1期『宇崎ちゃんは遊びたい！』 | 第1期『宇崎ちゃんは遊びたい！』 | 第1期『宇崎ちゃんは遊びたい！』 | 第1期『宇崎ちゃんは遊びたい！』 | 第1期『宇崎ちゃんは遊びたい！』 | 第1期『宇崎ちゃんは遊びたい！』 | 第1期『宇崎ちゃんは遊びたい！』 | 第1期『宇崎ちゃんは遊びたい！』 | 第1期『宇崎ちゃんは遊びたい！』 | 第1期『宇崎ちゃんは遊びたい！』 | 第1期『宇崎ちゃんは遊びたい！』 | 第1期『宇崎ちゃんは遊びたい！』 | 第1期『宇崎ちゃんは遊びたい！』 | 第1期『宇崎ちゃんは遊びたい！』 | 第1期『宇崎ちゃんは遊びたい！』 |
| -------------------------------- | -------------------------------- | ------------------------------- | ---------------------------------- | ------------------------------- | -------------------------------------------------------------------------------------------------- | ------------------------------- | ------------------------------- | ------------------------------- | ------------------------------- | ------------------------------- | ------------------------------- | ------------------------------- | ------------------------------- | ------------------------------- | ------------------------------- | ------------------------------- | ------------------------------- | ------------------------------- | ------------------------------- | ------------------------------- | ------------------------------- | ------------------------------- | ------------------------------- | ------------------------------- |
| 第1話                            | 宇崎ちゃんは遊びたい！           | あおしまたかし                  | 三浦和也                           | 福元しんいち                    | 増井良紀 能海知佳                                                                                  | 栗原学                          | 2020年 7月10日                  |                                 |                                 |                                 |                                 |                                 |                                 |                                 |                                 |                                 |                                 |                                 |                                 |                                 |                                 |                                 |                                 |                                 |
| 第2話                            | マスターは垣間見たい！           | 杉原研二                        | 増田敏彦                           | 福井俊介 山本辰                 | 亀山千夏 槙麻里奈                                                                                  | 栗原学                          | 7月17日                         |                                 |                                 |                                 |                                 |                                 |                                 |                                 |                                 |                                 |                                 |                                 |                                 |                                 |                                 |                                 |                                 |                                 |
| 第3話                            | 亜細親子は見守りたい！           | 山田靖智                        | 上原秀明                           | 福元しんいち                    | Hwang Seong-won Kang Hyeon-guk                                                                     | 栗原学                          | 7月24日                         |                                 |                                 |                                 |                                 |                                 |                                 |                                 |                                 |                                 |                                 |                                 |                                 |                                 |                                 |                                 |                                 |                                 |
| 第4話                            | 連休は一緒に遊びたい！           | 鴻野貴光                        | 青木みき                           | 長尾聡告                        | 亀田朋幸 加野晃                                                                                    | 栗原学                          | 7月31日                         |                                 |                                 |                                 |                                 |                                 |                                 |                                 |                                 |                                 |                                 |                                 |                                 |                                 |                                 |                                 |                                 |                                 |
| 第5話                            | 親友におせっかいしたい！         | 杉原研二                        | 佐倉伊心弌                         | 福元しんいち                    | 能海知佳 石堂伸晴 手島勇人 高橋渚 南原孝衣子                                                       | 栗原学                          | 8月7日                          |                                 |                                 |                                 |                                 |                                 |                                 |                                 |                                 |                                 |                                 |                                 |                                 |                                 |                                 |                                 |                                 |                                 |
| 第6話                            | 夏だ！海だ！きもだめしたい！     | 山田靖智                        | 上原秀明                           | 山本辰                          | Jeong Yong-un Moon Hee                                                                             | 栗原学                          | 8月14日                         |                                 |                                 |                                 |                                 |                                 |                                 |                                 |                                 |                                 |                                 |                                 |                                 |                                 |                                 |                                 |                                 |                                 |
| 第7話                            | 猫カフェと居酒屋で遊びたい！     | 鴻野貴光                        | 打出雄一                           | 木村佳嗣                        | ふたふさ 高瀬ゆり子 中島美子 飯飼一幸 花輪美幸 森えつし 柄谷綾子                                   | 栗原学                          | 8月21日                         |                                 |                                 |                                 |                                 |                                 |                                 |                                 |                                 |                                 |                                 |                                 |                                 |                                 |                                 |                                 |                                 |                                 |
| 第8話                            | 二人で花火を見上げたい！         | あおしまたかし                  | 増田敏彦                           | 福元しんいち 金澤由季           | 槙麻里奈 亀山千夏 増井良紀 宇井川真明                                                              | 栗原学                          | 8月28日                         |                                 |                                 |                                 |                                 |                                 |                                 |                                 |                                 |                                 |                                 |                                 |                                 |                                 |                                 |                                 |                                 |                                 |
| 第9話                            | 宇崎月はときめきたい？           | 山田靖智                        | 青木みき 三浦和也                  | 長尾聡告                        | 志賀道憲 亀田朋幸 加野晃                                                                           | 栗原学                          | 9月4日                          |                                 |                                 |                                 |                                 |                                 |                                 |                                 |                                 |                                 |                                 |                                 |                                 |                                 |                                 |                                 |                                 |                                 |
| 第10話                           | 鳥取で遊びたい！                 | 鴻野貴光                        | 三浦和也                           | 伊藤史夫                        | 槙麻里奈 能海知佳 宇井川真明                                                                       | 栗原学                          | 9月11日                         |                                 |                                 |                                 |                                 |                                 |                                 |                                 |                                 |                                 |                                 |                                 |                                 |                                 |                                 |                                 |                                 |                                 |
| 第11話                           | 桜井も遊びたい？                 | 杉原研二                        | 上原秀明                           | 山本辰                          | Jeong Yong-un Moon Hee Kang Hyeon-guk                                                              | 栗原学                          | 9月18日                         |                                 |                                 |                                 |                                 |                                 |                                 |                                 |                                 |                                 |                                 |                                 |                                 |                                 |                                 |                                 |                                 |                                 |
| 第12話                           | 宇崎ちゃんはもっと遊びたい！     | あおしまたかし                  | 増田敏彦                           | 福元しんいち                    | 能海知佳 槙麻里奈 亀山千夏 増井良紀 宇井川真明                                                     | 栗原学                          | 9月25日                         |                                 |                                 |                                 |                                 |                                 |                                 |                                 |                                 |                                 |                                 |                                 |                                 |                                 |                                 |                                 |                                 |                                 |
| 第2期『宇崎ちゃんは遊びたい！ω』 |                                  |                                 |                                    |                                 | |                                 |                                 |                                 |                                 |                                 |                                 |                                 |                                 |                                 |                                 |                                 |                                 |                                 |                                 |                                 |                                 |                                 |                                 |                                 |
| 第1話                            | 宇崎ちゃんはやっぱり遊びたい！   | あおしまたかし                  | 海野なまこ                         | 槙麻里奈                        | 宇井川真明 青沼ひかり 趙小川 王敏 陳玲玲 姜海華 Kang Hyeon-guk                                     | 栗原学                          | 2022年 10月1日                  |                                 |                                 |                                 |                                 |                                 |                                 |                                 |                                 |                                 |                                 |                                 |                                 |                                 |                                 |                                 |                                 |                                 |
| 第2話                            | 遊んだあとはうどんを打ちたい!    | 鴻野貴光                        | 佐々木純人                         | 佐々木純人                      | 和田祐二 Kim Jong heon Choi Kyung seok Kim Jung woo Kim Ki yeop Min Hyeon suk                      | 栗原学                          | 10月8日                         |                                 |                                 |                                 |                                 |                                 |                                 |                                 |                                 |                                 |                                 |                                 |                                 |                                 |                                 |                                 |                                 |                                 |
| 第3話                            | 宇崎ちゃんは学祭に行きたい？     | 杉原研二                        | 上原秀明                           | 月野正志                        | 羽野広範 なかじまちゅうじ 臼田美夫 魏旭龙 BigOwl                                                   | 栗原学                          | 10月15日                        |                                 |                                 |                                 |                                 |                                 |                                 |                                 |                                 |                                 |                                 |                                 |                                 |                                 |                                 |                                 |                                 |                                 |
| 第4話                            | 宇崎ちゃんはマウントとりたい！   | 山田靖智                        | 海野なまこ                         | 平田貴大                        | 大和田直之 和田祐二 野口啓生 金子匡邦 川口弘明 BigOwl 日影工房                                     | 鈴木政彦                        | 10月22日                        |                                 |                                 |                                 |                                 |                                 |                                 |                                 |                                 |                                 |                                 |                                 |                                 |                                 |                                 |                                 |                                 |                                 |
| 第5話                            | 宇崎一家は勢揃いしたい！         | 山田靖智                        | 釘宮洋                             | 山本りゅうた                    | 和田祐二 Kim Sechang 趙青雲 周志杰 魏旭龙                                                          | 栗原学                          | 10月29日                        |                                 |                                 |                                 |                                 |                                 |                                 |                                 |                                 |                                 |                                 |                                 |                                 |                                 |                                 |                                 |                                 |                                 |
| 第6話                            | 宇崎ちゃんはお祝いしたい！       | 鴻野貴光                        | 小林一三                           | 佐々木純人                      | 韓承熙 Kim Ki yeop Min Hyun sook Kim Jung woo Kim Jong heon                                        | 栗原学                          | 11月5日                         |                                 |                                 |                                 |                                 |                                 |                                 |                                 |                                 |                                 |                                 |                                 |                                 |                                 |                                 |                                 |                                 |                                 |
| 第7話                            | 宇崎ちゃんは告白させたい！       | 杉原研二                        | おおぐろてん 水無瀬めい 前林なのは | 福元しんいち                    | Kang Hyeon guk Shin Eun ah Kim Jong suk                                                            | 栗原学                          | 11月12日                        |                                 |                                 |                                 |                                 |                                 |                                 |                                 |                                 |                                 |                                 |                                 |                                 |                                 |                                 |                                 |                                 |                                 |
| 第8話                            | 柳と桐も楽しみたい！             | 杉原研二                        | 上原秀明                           | 内堀雅人                        | Kang Hyeon guk Kim Jong suk Kim Min ja Shin Eun ah                                                 | 鈴木政彦                        | 11月19日                        |                                 |                                 |                                 |                                 |                                 |                                 |                                 |                                 |                                 |                                 |                                 |                                 |                                 |                                 |                                 |                                 |                                 |
| 第9話                            | 宇崎藤生は家族サービスしたい！   | 丈                              | 釘宮洋                             | 粟井重紀                        | 飯飼一幸 福島豊明 南伸一郎 高橋こう平                                                              | 鯉川慎平                        | 11月26日                        |                                 |                                 |                                 |                                 |                                 |                                 |                                 |                                 |                                 |                                 |                                 |                                 |                                 |                                 |                                 |                                 |                                 |
| 第10話                           | クリスマス前はドキドキさせたい！ | 山田靖智                        | 釘宮洋                             | 月野正志                        | 羽野広範 和田祐二 臼田美夫 吉田肇 無錫櫻花アニメーション Revival 呉存 佐藤結花 ANNA                | 栗原学                          | 12月3日                         |                                 |                                 |                                 |                                 |                                 |                                 |                                 |                                 |                                 |                                 |                                 |                                 |                                 |                                 |                                 |                                 |                                 |
| 第11話                           | なんだかそろそろちゃんとしたい！ | 鴻野貴光                        | 増田敏彦                           | 長尾聡浩                        | 和田祐二 韓承熙 Kim Ki yeop Min Hyun sook Kim Jung woo Kim Jong heon Shin Sang tae Choi Kyung seok | 鈴木政彦                        | 12月10日                        |                                 |                                 |                                 |                                 |                                 |                                 |                                 |                                 |                                 |                                 |                                 |                                 |                                 |                                 |                                 |                                 |                                 |
| 第12話                           | クリスマスイブも遊びたい！       | あおしまたかし                  | 石山タカ明                         | 山本辰                          | 和田祐二 Kang Hyeon guk Kim Jong suk Lee Seong jin Kim Min ja Shin Eun ah                          | 鈴木政彦                        | 12月17日                        |                                 |                                 |                                 |                                 |                                 |                                 |                                 |                                 |                                 |                                 |                                 |                                 |                                 |                                 |                                 |                                 |                                 |
| 第13話                           | 来年も一緒に遊びたい！           | あおしまたかし                  | 上原秀明                           | 上原秀明                        | 和田祐二 Kim Jongim Kim Wonhui 無錫櫻花アニメーション                                              | 栗原学 鈴木政彦 鯉川慎平        | 12月24日                        |                                 |                                 |                                 |                                 |                                 |                                 |                                 |                                 |                                 |                                 |                                 |                                 |                                 |                                 |                                 |                                 |                                 |

### 放送局
| 放送期間                | 放送時間                     | 放送局         | 対象地域       | 備考                                            |
| ----------------------- | ---------------------------- | -------------- | -------------- | ----------------------------------------------- |
| 2020年7月10日 - 9月25日 | 金曜 21:30 - 22:00           | AT-X           | 日本全域       | 製作参加 / CS放送 / 字幕放送 / リピート放送あり |
|                         | 金曜 22:30 - 23:00           | TOKYO MX       | 東京都         |                                                 |
|                         | 金曜 23:00 - 23:30           | BS11           | 日本全域       | BS放送 / 『ANIME+』枠                           |
| 2020年7月11日 - 9月26日 | 土曜 1:55 - 2:25（金曜深夜） | 山陰放送       | 鳥取県・島根県 | 『森谷佳奈のアニ物語』枠                        |
| 2020年7月12日 - 9月27日 | 日曜 2:10 - 2:40（土曜深夜） | 朝日放送テレビ | 近畿広域圏     | 『アニサタ』枠                                  |
|                         | 日曜 2:50 - 3:20（土曜深夜） | テレビ愛知     | 愛知県         |                                                 |
| 2020年7月16日 - 10月1日 | 木曜 1:54 - 2:21（水曜深夜） | 長崎文化放送   | 長崎県         | 『あに。』枠                                    |

| 配信開始日    | 配信時間                | 配信サイト |
| ------------- | ----------------------- | --- |
| 2020年7月10日 | 金曜 22:00 更新         | dアニメストア |
| 2020年7月13日 | 月曜 22:00 - 22:30      | ABEMA |
| 2020年7月15日 | 水曜 22:00 以降順次更新 | niconico GYAO! ひかりTV FOD バンダイチャンネル Hulu J:COMオンデマンド TELASA U-NEXT アニメ放題 Amazonプライム・ビデオ あにてれ Rakuten TV DMM.com ビデオマーケット HAPPY!動画 ムービーフルplus クランクイン！ビデオ |

| 放送期間                 | 放送時間                     | 放送局         | 対象地域   | 備考                                 |
| ------------------------ | ---------------------------- | -------------- | ---------- | ------------------------------------ |
| 2022年10月1日 - 12月24日 | 土曜 21:00 - 21:30           | AT-X           | 日本全域   | 製作参加 / CS放送 / リピート放送あり |
| 2020年10月2日 - 12月25日 | 日曜 2:30 - 3:00（土曜深夜） | 朝日放送テレビ | 近畿広域圏 | 『ANiMAZiNG2!!!』枠                  |
| 2022年10月3日 - 12月26日 | 月曜 0:00 - 0:30（日曜深夜） | TOKYO MX       | 東京都     |                                      |
| 2022年10月4日 - 12月27日 | 火曜 0:00 - 0:30（月曜深夜） | BS11           | 日本全域   | BS放送 / 『ANIME+』枠                |
|                          | 火曜 1:30 - 2:00（月曜深夜） | テレビ愛知     | 愛知県     |                                      |

| 配信開始日    | 配信時間        | 配信サイト    |
| ------------- | --------------- | ------------- |
| 2022年10月1日 | 土曜 23:00 更新 | dアニメストア |

### BD / DVD
| 巻 | 発売日         | 収録話         | 規格品番  | 規格品番  | 規格品番   |
| 巻 | 発売日         | 収録話         | BD限定版  | BD通常版  | DVD通常版  |
| -- | -------------- | -------------- | --------- | --------- | ---------- |
| 1  | 2020年10月28日 | 第1話 - 第4話  | KAXA-7951 | KAXA-7961 | KABA-10891 |
| 2  | 2020年11月25日 | 第5話 - 第8話  | -         | KAXA-7962 | KABA-10892 |
| 3  | 2020年12月23日 | 第9話 - 第12話 | -         | KAXA-7963 | KABA-10893 |

| 巻 | 発売日        | 収録話          | 規格品番  | 規格品番  | 規格品番   |
| 巻 | 発売日        | 収録話          | BD限定版  | BD通常版  | DVD通常版  |
| -- | ------------- | --------------- | --------- | --------- | ---------- |
| 1  | 2023年2月22日 | 第1話 - 第5話   | KAXA-8451 | KAXA-8461 | KABA-11251 |
| 2  | 2023年3月24日 | 第6話 - 第9話   | -         | KAXA-8462 | KABA-11252 |
| 3  | 2023年4月26日 | 第10話 - 第13話 | -         | KAXA-8463 | KABA-11253 |

### CD
宇崎ちゃんは遊びたい! サウンドこれくしょん
2021年11月3日発売

### 制作
アニメ版では、作画コスト削減の観点から、美術設定を3DCGで作るという方針が取られた。
また、アニメ版の制作元であるENGIの作画部は動画部門から原画部門になったばかりの若手が多いことから、3DCGにおけるカメラワークの勉強を通じて、彼らにリアルな画面作りの技術を身に着けてもらいたいという目的もあった。
ENGIの三浦和也はあにつく2019のセッションにて、その他の3DCGの導入のメリットとして、社外との連携の取りやすさを挙げている。

#### キャスティング
アニメ版のキャストのうち、桜井と宇崎の声優は、ボイスコミックから引き続き同じ人物が担当している。
榊役には、アニメ版が初めてのメインキャラクターとなる髙木朋弥が起用された。
髙木は、当初榊の派手な見た目や言動から本当に軽い人物なのかと思っていたが、収録に参加する中で、音響監督のえびなやすのりからのアドバイスや、原作者の丈からの話を聞く中で、信念を持った人物であることに気づいたと振り返っている。

### Webラジオ
『宇崎ちゃんは遊びたい！ SUGOI RADIO〜先輩が可愛そうなんで一緒に喋ってあげるッス！〜』が2020年7月9日より音泉にて隔週木曜に配信。パーソナリティは宇崎花役の大空直美と桜井真一役の赤羽根健治。
ゲスト
- 第1回 鹿乃（オープニングテーマ担当）
- 第2回 YuNi（エンディングテーマ担当）
- 第4回 秋元羊介（亜細亜紀彦 役）
- 第5回 竹達彩奈（亜細亜実 役）
- 第6回 髙木朋弥（榊逸仁 役）
- 第7回 早見沙織（宇崎月 役）

### ボイスドラマ
『宇崎ちゃんは遊びたい！ω ASMRボイスドラマ～ウザい後輩は遊んで癒したい！～』
ボイスドラマ配信アプリ『mimicle』で2022年10月22日に配信の有料ボイスドラマ。シナリオ:吉田タカノ（エレファンテ）。

## トピックス
2021年12月以降、「宇崎花」を名乗った匿名の寄付が相次いでいる。
- 2021年12月14日、神奈川県横浜市政策局東京プロモーション本部にクオカード5,000円分が郵送で寄付された。[58]
- 2022年8月2日、神奈川県横浜市磯子区に図書カード5,000円分が郵送で寄付された。[59]
- 2022年12月8日、神奈川県横浜市保土ケ谷区に図書カード計6,000円分が郵送で寄付された。[60]